# Скейя, Стаффан
Стаффан Скейя (швед. Staffan Scheja; род. 25 апреля 1950, Дандерюд, Стокгольм) — шведский пианист.
Окончил шведский Королевскую высшую музыкальную школу в Стокгольме, где учился у Гуннара Халльхагена, затем в 1969—1972 гг. учился в Джульярдской школе у Розины Левиной и Ани Дорфман. В 1975 г. получил вторую премию Международного конкурса пианистов имени Бузони (первая премия в тот год присуждена не была). Многие годы жил в США, затем вернулся в Швецию, где возглавляет кафедру фортепиано в Королевском музыкальном колледже. Основал Фестиваль камерной музыки на острове Готланд. Среди записей Скейи — фортепианные пьесы Шопена, Шумана, Грига, Равеля, Прокофьева, концерты Моцарта, произведения шведских композиторов.